# Petiville (Calvados)
Petiville és un municipi francès situat al departament de Calvados i a la regió de Normandia. L'any 2007 tenia 486 habitants.

## Demografia

### Població
El 2007 la població de fet de Petiville era de 486 persones. Hi havia 165 famílies de les quals 22 eren unipersonals (13 homes vivint sols i 9 dones vivint soles), 48 parelles sense fills, 82 parelles amb fills i 13 famílies monoparentals amb fills.
La població ha evolucionat segons el següent gràfic:
Habitants censats

### Habitatges
El 2007 hi havia 185 habitatges, 168 eren l'habitatge principal de la família, 14 eren segones residències i 2 estaven desocupats. 182 eren cases i 2 eren apartaments. Dels 168 habitatges principals, 156 estaven ocupats pels seus propietaris i 12 estaven llogats i ocupats pels llogaters; 3 tenien dues cambres, 10 en tenien tres, 34 en tenien quatre i 122 en tenien cinc o més. 135 habitatges disposaven pel capbaix d'una plaça de pàrquing. A 63 habitatges hi havia un automòbil i a 99 n'hi havia dos o més.

### Piràmide de població
La piràmide de població per edats i sexe el 2009 era:
| Homes | Edats   | Dones |
| ----- | ------- | ----- |
| 0     | 95 o +  | 0     |
| 0     | 90 a 94 | 0     |
| 0     | 85 a 89 | 4     |
| 0     | 80 a 84 | 0     |
| 0     | 75 a 79 | 0     |
| 16    | 70 a 74 | 12    |
| 8     | 65 a 69 | 4     |
| 0     | 60 a 64 | 8     |
| 8     | 55 a 59 | 4     |
| 12    | 50 a 54 | 16    |
| 12    | 45 a 49 | 20    |
| 24    | 40 a 44 | 24    |
| 28    | 35 a 39 | 16    |
| 24    | 30 a 34 | 32    |
| 8     | 25 a 29 | 16    |
| 4     | 20 a 24 | 0     |
| 12    | 15 a 19 | 20    |
| 32    | 10 a 14 | 0     |
| 28    | 5 a 9   | 28    |
| 16    | 0 a 4   | 12    |

## Economia
El 2007 la població en edat de treballar era de 333 persones, 255 eren actives i 78 eren inactives. De les 255 persones actives 243 estaven ocupades (127 homes i 116 dones) i 12 estaven aturades (2 homes i 10 dones). De les 78 persones inactives 24 estaven jubilades, 39 estaven estudiant i 15 estaven classificades com a «altres inactius».

### Ingressos
El 2009 a Petiville hi havia 178 unitats fiscals que integraven 503 persones, la mediana anual d'ingressos fiscals per persona era de 21.274 €.

### Activitats econòmiques
Dels 9 establiments que hi havia el 2007, 1 era d'una empresa de fabricació d'altres productes industrials, 3 d'empreses de construcció, 1 d'una empresa de comerç i reparació d'automòbils, 1 d'una empresa d'hostatgeria i restauració, 1 d'una empresa de serveis i 2 d'empreses classificades com a «altres activitats de serveis».
Dels 2 establiments de servei als particulars que hi havia el 2009, 1 era una lampisteria i 1 restaurant.
L'únic establiment comercial que hi havia el 2009 era una botiga de mobles.
L'any 2000 a Petiville hi havia 6 explotacions agrícoles.

## Equipaments sanitaris i escolars
El 2009 hi havia una escola elemental.

## Poblacions més properes
El següent diagrama mostra les poblacions més properes.